# Harry S. Truman Scholarship

Harry S. Truman Scholarship logo

Die Harry S. Truman Scholarship ist ein hoch angesehenes, staatliches Stipendium in den Vereinigten Staaten von Amerika. Es wird von der Harry S. Truman Scholarship Foundation verwaltet und wird an besonders vielversprechende Juniors, Studenten des dritten Collegejahrs, verliehen, die ein öffentliches Amt anstreben. Für das Masterstudium steht ein Gegenwert von 30.000 US-Dollar zur Verfügung, vor allem profitieren sie aber von der Mitgliedschaft im Stipendiatennetzwerk der Truman Scholars Association.
Die Harry S. Truman Scholarship wurde 1975 durch den Kongress der Vereinigten Staaten als Presidential Memorial geschaffen und würdigt anstatt der sonst üblichen Statue die Leistungen des 33. US-Präsidenten Harry S. Truman.

## Stipendiaten
Zu den bekannten Stipendiaten gehören:
- Janet Napolitano (1977), Gouverneur von Arizona 2003–2009, 2009–2013 Ministerin für Innere Sicherheit, seit 2013 Präsidentin des University of California Systems.
- Bill de Blasio (1981), seit 2014 Bürgermeister von New York City
- Susan E. Rice (1984), 2008–2013 Botschafterin der USA bei den Vereinten Nationen, 2013–2017 Nationale Sicherheitsberaterin
- Neil Gorsuch (1987), seit 2017 Richter am Obersten Gerichtshof der Vereinigten Staaten
- Colin Carlson (1996), Biologe und Epidemiologe